# Sonora episcopa
Sonora episcopa — вид змій родини полозових (Colubridae). Мешкає в США і Мексиці.

## Поширення і екологія
Sonora episcopa мешкають в Міссурі, Арканзасі, Канзасі, Оклахомі, Техасі, Колорадо і Нью-Мексико, а також в мексиканському штаті Коауїла. Вони живуть в напівпустелях, на луках і в преріях.